# 久米島町立球美中学校
久米島町立球美中学校（くめじまちょうりつ くみちゅうがっこう）は、沖縄県久米島町にある町立中学校。

## 沿革
- 平成26年4月1日-久米島町立仲里中学校と久米島中学校の統合により開校

## 通学区域
字真謝、字宇根、字謝名堂、字比嘉、字真我里、字銭田、字島尻、字奥武、字山城、字儀間、字嘉手苅